# Nicolas Baudin

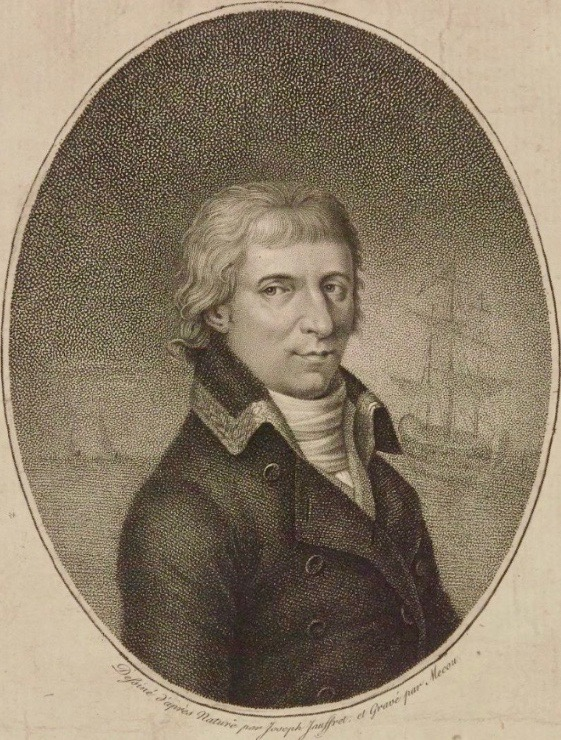
André-Joseph Mécou nach Joseph Jauffret: Nicolas Baudin, 1800

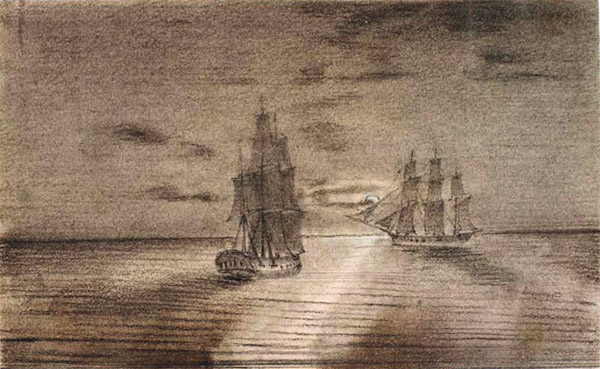
Charles-Alexandre Lesueur: Le Géographe und Le Naturaliste

Nicolas-Thomas Baudin (* 17. Februar 1754 in Saint-Martin-de-Ré; † 16. September 1803 in Port-Louis) war ein französischer Seefahrer und Expeditionsleiter. Nachdem er auf Seiten der USA am Amerikanischen Unabhängigkeitskrieg teilgenommen hatte, unternahm er nacheinander Forschungsreisen für Österreich und Frankreich. In beiden Ländern zunächst gefeiert, verfiel er danach der Damnatio memoriae. Als Autodidakt stieß er bei Naturwissenschaftlern, als ehemaliger Kapitän der Handelsmarine bei Seeoffizieren auf Vorurteile. Auch wenn bei seiner Karriere Projektemacherei im Spiel war, tendiert die Forschung zu seiner Rehabilitierung.

## Gefeiert und verdammt
Bevor Baudin zu seiner letzten Expedition aufbrach, erschien der einzige Stich, der ein verschollenes Porträt des Seefahrers authentisch wiedergibt. Dieses wurde von Joseph Jauffret (1781–1836) im August 1800 heimlich während eines Banketts gezeichnet. Beim Stecher handelt es sich um André-Joseph Mécou (1774–1838). Unter dem Bildnis ist nachstehender Vierzeiler wiedergegeben, den der mitreisende Zoologe François Péron (1775–1810) verfasst hatte:

„De Cook, de Bougainville émule généreux,

Sur leurs traces Baudin va marcher à la gloire.

Et, dans les fastes de l’Histoire,

Clio marque déjà sa place à côté d’eux.“

In Prosa übersetzt: „Baudin wird in den Fußstapfen Cooks und Bougainvilles, denen er würdig nacheifert, zu Ruhm gelangen. Und Klio bestimmt schon seinen Platz an deren Seite in den Annalen der Geschichte.“ Als Autor des offiziellen Expeditionsberichts aber entwarf derselbe Péron ein negatives Bild Baudins. So negativ, dass Napoleon gesagt haben soll: „Baudin tat gut daran zu sterben; ich hätte ihn bei der Rückkehr hängen lassen.“

## Amerikanischer Unabhängigkeitskrieg

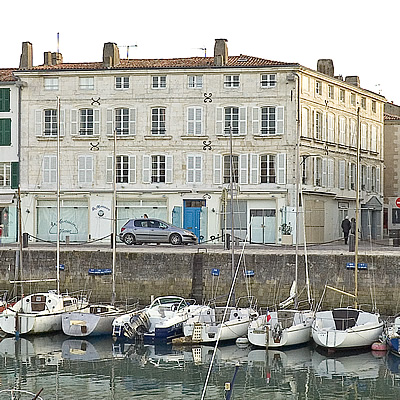
Baudins Elternhaus in Saint-Martin-de-Ré

Baudins Vater, der Kaufmann François Baudin (1719–1780) in Saint-Martin-de-Ré auf der Île de Ré, besaß Barken für die Küstenschifffahrt. Seine Mutter Suzanne geb. Guillobé (ca. 1728–1778) war eine Cousine des Reeders Jean Peltier Dudoyer (1734–1803) in Nantes. Baudins Brüder Alexandre (1756–1822) und Augustin (1757–1821) wurden ebenfalls Kapitäne. Baudin fuhr schon früh zur See. 1775 ging er als Fourier mit einem Truppentransport auf die Île de France, das heutige Mauritius. 1776 diente er in der Grenadierkompanie des Regiments von Pondichéry (Französisch-Indien), ohne aber als Bürgerlicher Offizier werden zu können.

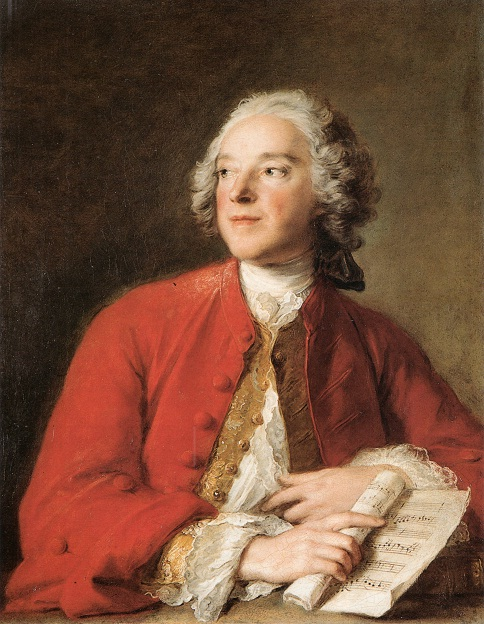
Jean-Marc Nattier: Pierre-Augustin Caron de Beaumarchais, 1755

Dies ermöglichte ihm der Amerikanische Unabhängigkeitskrieg (1775–1783), in dem Frankreich – bis 1778 verdeckt – die USA unterstützte. Peltier rüstete etwa 15 Schiffe aus, mit denen der Dichter Pierre-Augustin Caron de Beaumarchais (1732–1799) die Truppen von George Washington mit Kriegsbedarf versorgte. 1777 nach Lorient zurückgekehrt, erhielt Baudin den Grad eines Leutnants zur See in der französischen Kriegsmarine, wenn auch wegen fehlenden Adels nur aushilfsweise. Er diente auf dem Duc de Choiseul, der offiziell Peltier gehörte und 1778 von den Engländern vor Nova Scotia aufgebracht wurde. Trotz einer Schusswunde schaffte er es, von Halifax nach Boston zu fliehen. In der Folge kommandierte er das Transportschiff L’Amphitrite, das in einem Sturm 60 Meilen vor der Küste bei Cape Cod sank, dann das Paketschiff La Revanche (Die Rache), das vor Saint-Domingue, dem heutigen Haiti, nach fünfstündigem Kampf der Royal Navy in die Hand fiel. Die neuerliche Kriegsgefangenschaft verbrachte Baudin auf Jamaika. Nachdem er von einem Gefangenenaustausch profitiert hatte, kehrte er 1779 auf der erbeuteten englischen Fregatte La Minerve nach Frankreich zurück. 1780 erhielt er in La Rochelle das Patent als Kapitän der Handelsmarine.
Im selben Jahr wurde ihm in Rochefort das Kommando der Fregatte L’Apollon von 44 Kanonen übertragen, die Geleitzüge eskortierte. Als aber 1782 eine Fahrt ans Kap der Guten Hoffnung anstand, wurde Baudin vom Kommandanten von Brest, Charles-Jean d’Hector, durch einen adligen Protégé ersetzt und quittierte den Dienst in der Kriegsmarine. Sein letztes Engagement zur Zeit des Amerikanischen Unabhängigkeitskriegs war 1782–1784 das Kommando der Fregatte L’Aimable Eugénie (Die liebenswürdige Eugenie), die Beaumarchais gehörte und von Peltier ausgerüstet worden war.
Anschließend beteiligte sich Baudin wahrscheinlich am Handel der Österreichischen Niederlande mit den USA. Eine wichtige Rolle spielte dabei Ostende, das Kaiser Joseph II. 1781 zum Freihafen erklärt hatte. In dieser Zeit soll Baudin einem in die Gefangenschaft von Barbaresken-Korsaren geratenen Untertanen des Kaisers Hilfe geleistet haben, weshalb er 1786 den Orden Sankt Phillipps zum Löwen der Grafen von Limburg-Styrum erhielt und damit das Recht, sich Chevalier zu nennen.

## Expeditionen für Österreich

### Kapprovinz, Maskarenen (1786–1788)

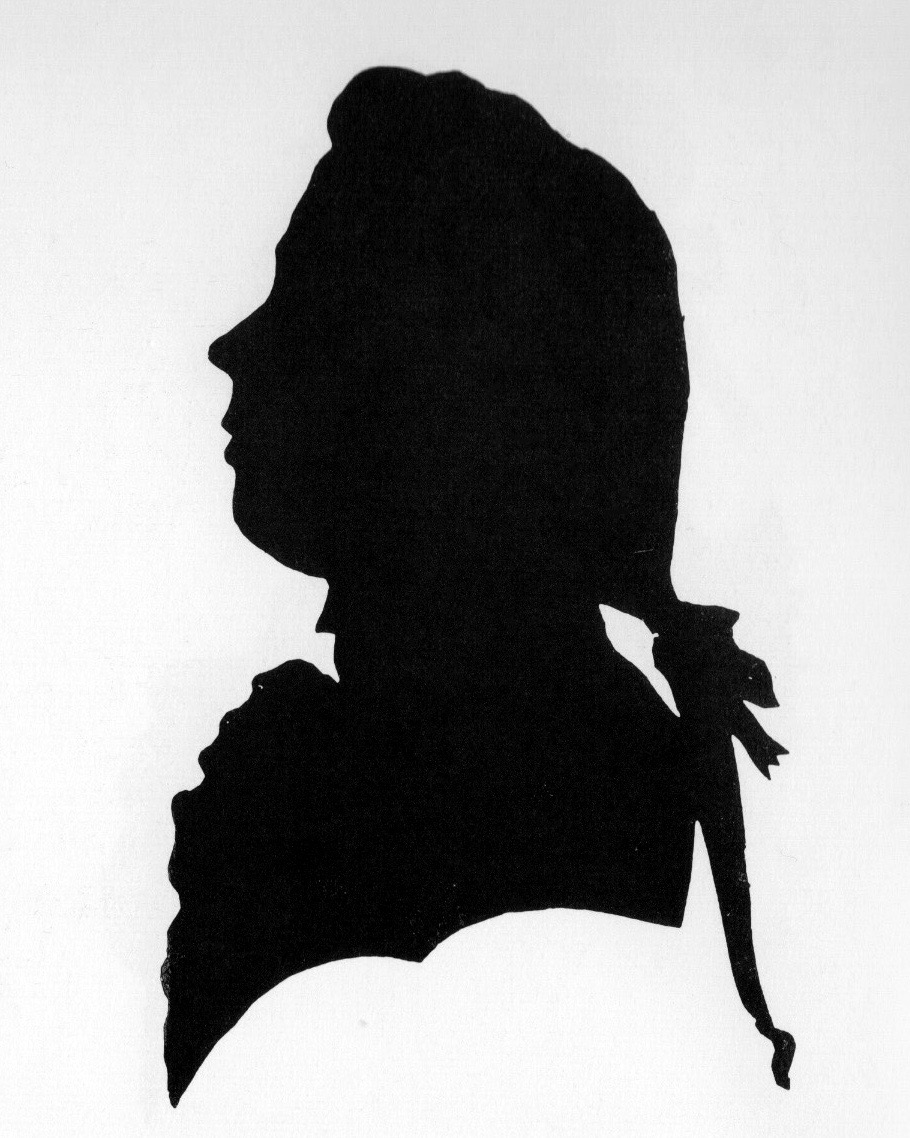
Bernhard Albrecht Moll: Franz Boos, 1783

1785 brachte Baudin aus Kanada vertriebene Franzosen von Nantes ins damals spanische New Orleans (Deportation der Akadier). Als er von dort zur Île de France unterwegs war, könnte er im Oktober 1786 auf Jamaika mit dem Botaniker Franz Joseph Märter (1753–1827) verhandelt haben. Dieser war von Joseph II. mit der Leitung eines Expeditionsteams betraut worden, das aber in der Zwischenzeit auseinandergebrochen war. In der Folge brachte Baudin von Februar bis März 1787 einen früheren Begleiter Märters, den Gärtner Franz Boos (1753–1821) aus Frauenalb in Baden, von der niederländischen Kapkolonie auf die Île de France. Für die Rückfahrt im Dezember charterte Boos Baudins Pepita (Josepha), die in La pépinière (Die Gärtnerei) umgetauft wurde. Weil das Schiff nicht genug Platz bot, ließ Boos am Kap einen Teil des dort Gesammelten unter der Obhut seines erkrankten Gehilfen Georg Scholl (1751–1831) zurück. Über Málaga und Triest erreichte er im August 1788 Wien. Baudin, den er sehr rühmte, war ihm dorthin vorausgereist. Die größten Tiere, die sie mitbrachten, waren zwei Zebras.

### Ostindien (1788–1794)
Von Boos in die Pflanzen- und Tierpflege eingeführt, brach Baudin 1788 zu einer teils kommerziellen, teils wissenschaftlichen Mission nach Ostindien auf. Im Anschluss sollte er Scholl zurückholen. Er verlor aber zwei Schiffe, die er beide La jardinière (Die Gärtnerin) getauft hatte. Das erste erlitt unter dem Kommando seines Stellvertreters auf dem Weg von Macao nach Nordamerika 1789 bei Asunción (Nördliche Marianen) Schiffbruch. Das zweite wurde im Dezember des erwähnten Jahres noch auf der Île de France, wo er es kaufte, Opfer eines Zyklons.
Um nach Europa zu gelangen, bestieg Baudin 1790 ein Schiff der spanischen Compañía de Filipinas (Philippinen-Kompanie). Dieses wurde offenbar seeuntüchtig, so dass er seine Sammlungen auf Trinidad zurücklassen musste. Über Martinique kehrte er im September 1791 nach Wien zurück. Dort verhandelte er über eine weitere Fahrt mit Ziel Neuholland (Australien), zu deren Finanzierung Kaiser Leopold II. aber erst nach erfolgtem Rücktransport von Scholl beitragen wollte. Kurz bevor die dritte Jardinière, eine Fregatte mit 20 Kanonen, mit den Gärtnern Franz Bredemeyer (1758–1839) und Joseph van der Schot, einem Freiherrn von Andrian-Werburg sowie einigen k. k. Offizieren und Soldaten im Mai 1792 unter österreichischer Flagge von Genua aus in See stach, starb der Kaiser, und der Erste Koalitionskrieg brach aus. Von Letzterem erfuhr Baudin erst nach Passieren der Straße von Gibraltar. Um Instruktionen einzuholen, legte er darauf in Málaga an, wurde aber verhaftet und nach Madrid gebracht. Nachdem er sich erfolglos um eine Wiederaufnahme in die französische Kriegsmarine bemüht hatte, konnte er die Fahrt im Oktober fortsetzen. Weil die Österreicher an Bord in die Heimat zurückkehrten, übernahm er das Sammeln von naturgeschichtlichem Material selber.
Über Madeira erreichte Baudin im April 1793 das Kap und fuhr von dort Richtung Neuholland. Doch musste er wegen Sturmschäden umkehren und das Schiff in Bombay reparieren lassen. Da ihm dort ein Großteil der Besatzung abgeworben wurde, kehrte er über den Persischen Golf und das Rote Meer Richtung Kapkolonie zurück. Während sein Heimatland Frankreich die Sklaverei abschaffte, kaufte er in Moçambique Sklaven. Diese konnten sich retten, als die dritte Jardinière im April 1794 bei Kap Agulhas, dem südlichsten Punkt Afrikas, auf ein Riff auflief. In der Folge behauptete der enttäuschte Scholl – wie eine Untersuchung ergab, zu Unrecht –, Baudin habe die Havarie inszeniert und damit Österreich geschädigt. Gerettet wurden laut Baudin auch Teile des für Wien bestimmten Sammelguts, worunter lebende Pflanzen von 150 bis 200 Arten in 160 Kisten und Fässern sowie 70 lebende Vögel. 1795 soll er dieses Material dem Ingenieur und Botaniker Pierre Labarrère auf Trinidad bzw. einigen dort lebenden Franzosen anvertraut haben. (Spanien, dem Trinidad gehörte, schied damals aus der Koalition gegen Frankreich aus.)

## Expeditionen für Frankreich

### Antillen (1796–1798)

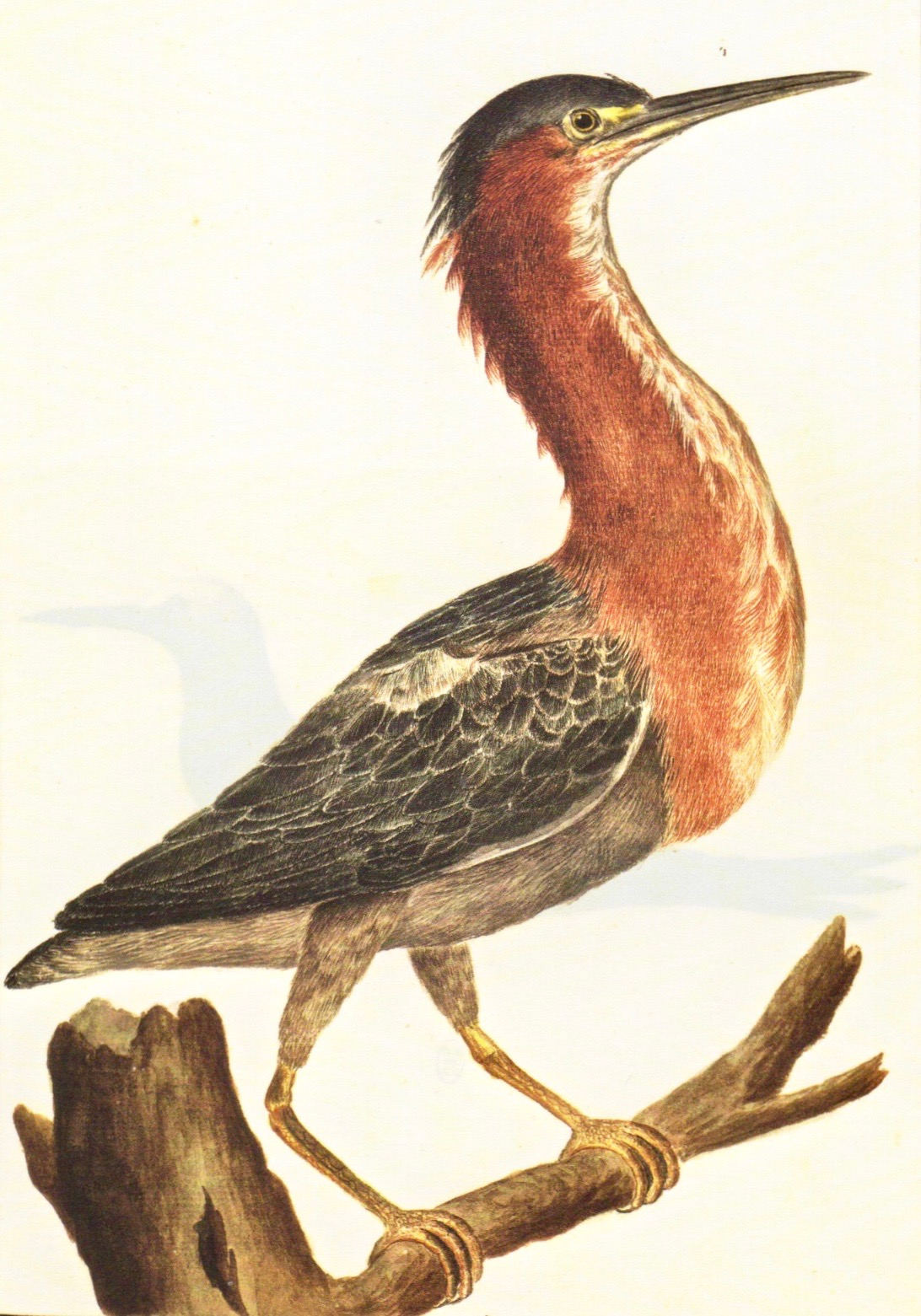
Antonio González: Rötelreiher, Saint Thomas (aus Baudins Tagebuch)

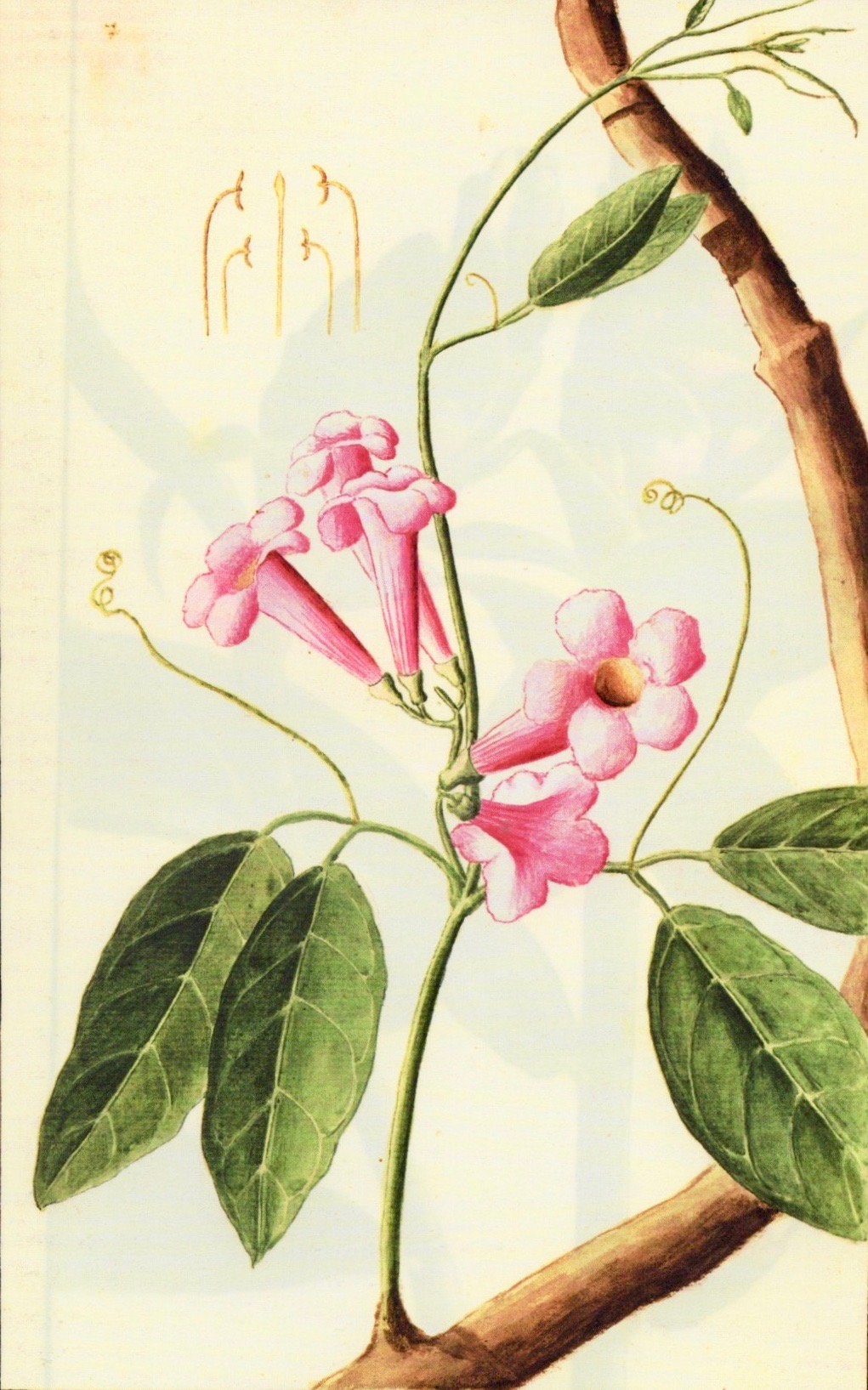
Antonio González: Tabebuia heterophylla, Puerto Rico (aus Baudins Tagebuch)

Als Baudin im Dezember 1795 über Neuengland nach Le Havre zurückkehrte, unterbreitete er Marineminister Laurent Truguet (1752–1839) das Projekt, bei Sankt Helena aus Indien zurückkehrende englische Konvois abzufangen. Als er damit keinen Erfolg hatte, versprach er im März 1796 dem Botaniker Antoine-Laurent de Jussieu (1748–1836), der das Muséum national d’histoire naturelle und den zugehörigen Jardin des Plantes leitete, seine auf Trinidad zurückgelassenen Sammlungen diesen Institutionen zu überlassen, wenn das regierende Direktorium für die Transportkosten aufkomme. Dabei wies er einen Katalog mit selbst angefertigten kolorierten Zeichnungen vor. Zugleich bot er an, auf dem noch wenig erforschten Trinidad und der nahegelegenen Küste Südamerikas weitere Pflanzen und Tiere zu beschaffen. Auch hatte er den Reeder Langevin in Nantes dafür gewonnen, der Republik die Flûte La Belle Angélique (Die Schöne Angelika) zu leihen. Sowohl die Leitung des Museums als auch das Direktorium, dem mit Louis-Marie de La Révellière-Lépeaux (1753–1824) ein Botaniker angehörte, billigten das Projekt, so dass Baudin im September in Le Havre in See stechen konnte.
Als das Schiff zwischen den Azoren und Madeira durch einen Sturm beschädigt wurde, überlebten die 108 Mann an Bord laut dem mitreisenden Priester und Botaniker André-Pierre Ledru (1761–1825) nur dank der Erfahrung und der Kaltblütigkeit Baudins, der selber am Kopf verletzt wurde. Auf Teneriffa bestieg er im Dezember den 3718 Meter hohen Vulkan Teide, doch verwehrte ihm Eis den Zugang zum Gipfel. Als Ersatz für die Belle Angélique erwarb er die Brigg La Fanny, welche aber nur Platz für 50 Mann bot. Weil sich Spanien mit Frankreich verbündet hatte, besetzten die Engländer im Februar 1797 Trinidad. Als Baudin im April dort eintraf, musste er unverrichteter Dinge abziehen. Dies, obwohl ihm der Präsident der Royal Society, der Botaniker Joseph Banks (1743–1820), einen Schutzbrief der Admiralität verschafft hatte. Einen kleinen Teil seiner Sammlungen konnte später sein Bruder Augustin behändigen.
Ertragreich waren dafür die Aufenthalte des Expeditionsteams auf Teneriffa (November 1796–März 1797), in Dänisch-Westindien (April–Juli 1797) und auf Puerto Rico (Juli 1797–April 1798). Zwischen Baudin, Ledru, dem Zoologen René Maugé (1757–1802) und dem Gärtner Anselm Riedle, französisch Anselme Riedlé (1765–1801) aus Irsee im Allgäu herrschte „republikanische Einigkeit“. Wenn Expeditionsmitglieder wie Riedle erkrankten, fühlte sich Baudin für ihr Wohlergehen verantwortlich. Um die Ausbeute mitnehmen zu können, wurde die Fanny im dänischen Saint Thomas gegen den größeren Dreimaster Le Triomphe getauscht. Baudin verbannte die Mannschaft in den Laderaum zu den Wassertonnen, so dass das Zwischendeck 270 Pflanzenkisten aufnehmen konnte. Bäume von über 1,5 Meter Höhe wurden auf den Grund der Ladeluken hinuntergelassen. Das Hauptdeck erhielt Oberlichter, die durch geteerte Planen abgedichtet werden konnten. Die Rückfahrt von San Juan über Fécamp nach Paris dauerte von April bis Juni 1798. Während eines Sturmes blieb Baudin 48 Stunden lang auf der Brücke, um das Schiff und die Pflanzen zu retten. Ähnlich viel Mühe kostete es ihn, von der Royal Navy durch den Ärmelkanal durchgelassen zu werden.

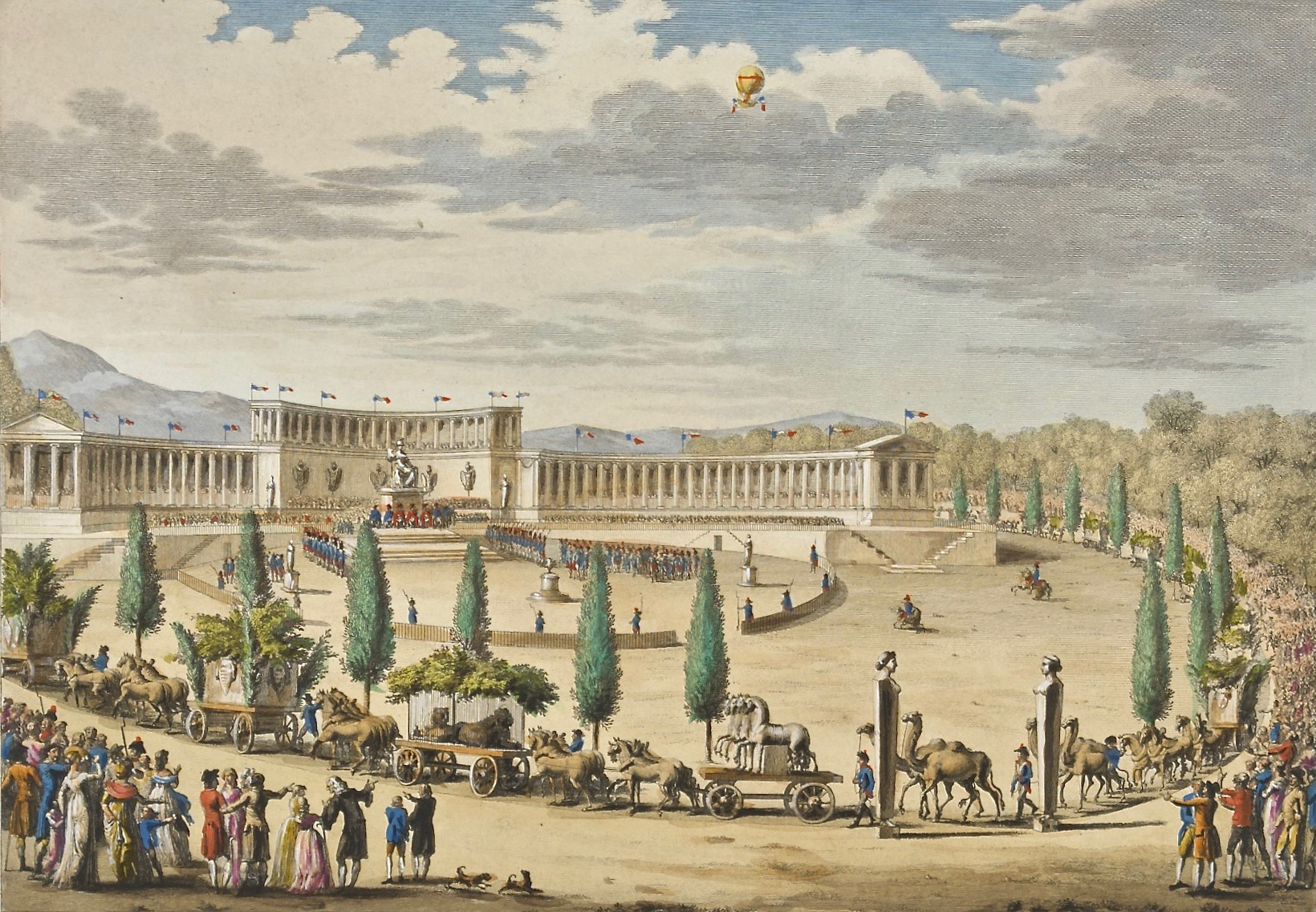
Pierre-Gabriel Berthault nach Girard: Baudins Pflanzen im Triumphzug der Fête de la Liberté

Am 27./28. Juli beging Paris die Fête de la Liberté (Fest der Freiheit) zur Erinnerung an das Ende der Schreckensherrschaft Robespierres im Jahr 1794. Dabei wurden Baudins exotische Pflanzen (Bananen, Kokos- und andere Palmen, Papayas) in einem Triumphzug mitgeführt, zusammen mit den von Bonaparte in Venedig erbeuteten Pferden von San Marco und den von Brune entführten Bewohnern des Berner Bärengrabens. Jussieu zollte Baudin höchstes Lob. Für seine Pflanzen wurde im Jardin des Plantes ein besonderes Glashaus errichtet. Im August erhielt er den Grad eines Kapitäns zur See in der Kriegsmarine.
Ledrus Bericht über die Reise erschien 1810 im Druck. Darin erzählt er unter anderem, wie er auf Puerto Rico mit dem Säbel einen Weg durch den Urwald bahnte, durch den Baudin, Maugé und Riedle einen Baumfarn trugen, und wie er sich trotz seines Priesterrocks in eine 20 Jahre jüngere Pflanzerstochter verliebte. In den Anmerkungen zu Ledrus Werk stellt der Botaniker Charles-Nicolas-Sigisbert Sonnini (1751–1812) im Gegensatz zum Autor Baudin negativ dar. Dessen eigenes Tagebuch musste bis 2009 auf die Veröffentlichung warten.
Der Mineraloge Alexandre-Philippe Advenier († 1803), der Chirurg Jean-Louis Hogard und der Maler Antonio González, die im Anschluss an die Expedition eine zweite in den spanischen Teil von Hispaniola (die heutige Dominikanische Republik) unternahmen, sahen die Heimat nicht wieder.

### Weltumsegelungspläne (1798/99)
Während Bonaparte im Mai 1798 in Begleitung von 167 Wissenschaftlern und Künstlern zum Ägyptenfeldzug aufbrach, plante Louis-Antoine de Bougainville (1729–1811), der 1766–1769 als erster Franzose die Welt umsegelt hatte, eine Wiederholung seiner Reise, an der auch der preußische Naturforscher Alexander von Humboldt (1769–1859) teilnehmen sollte. Da Bougainville aber bereits 68 Jahre alt war, ersetzte ihn das Direktorium als Leiter des Unternehmens durch den heimkehrenden Baudin. Über die geplante Expedition mit drei Korvetten schreibt Humboldt: „Das 1ste Jahr sollten wir in Paraguaÿ, und im Patagonenlande, das 2te in Peru, Chili, Mexiko und Californien, das 3te im Südmeer, das 4te in Madagascar und das 5te in Guinea zubringen.“ Geldmangel und der voraussehbare Ausbruch des Zweiten Koalitionskriegs (1798/99–1801/02) führten aber zur Verschiebung der Abreise um mindestens ein Jahr. In der Folge brachen Humboldt und der Botaniker Aimé Bonpland (1773–1858) allein nach Südamerika auf, doch versprach Baudin, sie in Callao (Peru) abzuholen.

### Australien, Westtimor (1800–1804)
Er konnte die erwähnte Vereinbarung jedoch nicht einhalten, denn im Jahr 1800 beauftragte ihn Bonaparte, der in der Zwischenzeit als Erster Konsul die Macht ergriffen hatte, mit der Erforschung Australiens, an der sich schon der Franzose Joseph Bruny d’Entrecasteaux (1737–1793) beteiligt hatte. Baudin verfügte zu diesem Zweck über zwei Korvetten: Le Géographe (Der Geograf) mit 24 Kanonen unter seinem eigenen Kommando und Le Naturaliste (Der Naturforscher) mit 10 Kanonen unter dem Fregattenkapitän und späteren Konteradmiral Emmanuel Hamelin (1768–1839). Als sie im Oktober in Le Havre in See stachen, war der Zweite Koalitionskrieg, in dem Spanien sowie die Batavische Republik (Niederlande) mit Frankreich verbündet waren, in vollem Gang. Rein wissenschaftlichen Unternehmungen wie jener Baudins stellten die Krieg führenden Mächte aber gegenseitig Schutzbriefe aus.
Wie der Zoologe Jean-Baptiste Bory de Saint-Vincent (1778–1846) schreibt, war bis dahin keine Expedition besser zusammengesetzt gewesen. Baudin unterstanden nicht weniger als 22 Forscher (mehr Spezialisten als Generalisten) und 29 Offiziere (worunter zwei Fregattenkapitäne, fünf Leutnants, aber auch Kadetten), bei denen er sich als Autodidakt in den Wissenschaften und als früherer Kapitän der Handelsmarine nicht ohne Weiteres durchsetzen konnte. Es entstand kein Teamgeist wie bei der vorhergehenden Expedition.
Erste Station war wiederum Teneriffa. Die Weiterfahrt dauerte länger als üblich, und auf der durch den Krieg isolierten Île de France konnte Baudin sich im März/April 1801 nicht wie gewünscht versorgen. Riedle, der auf Teneriffa von einem Felsen gestürzt war, botanisierte wieder. Andererseits desertierten Matrosen, um auf Kaperfahrt zu gehen. Der Doyen der Wissenschaftler, der Botaniker André Michaux (1746–1802), verließ das Expeditionsteam zusammen mit seinen Gärtnern Jean-François Cagnet (* 1756) und Merlot. Seinem Beispiel folgten wegen wirklicher oder vorgeblicher Erkrankung der Astronom Frédéric Bissy (1768–1834), der Botaniker Jacques Delisse (1773–1856), die Zoologen Bory und Désiré Dumont, die Maler Michel Garnier (1753–1829) und Jacques Milbert (1766–1840) sowie der Zeichner Louis Lebrun. Dies wurde dem Expeditionsleiter angelastet, doch dürften die Gefahren und Entbehrungen der damaligen Seefahrt und erst recht einer Fahrt ins Ungewisse das Ihrige dazu beigetragen haben.

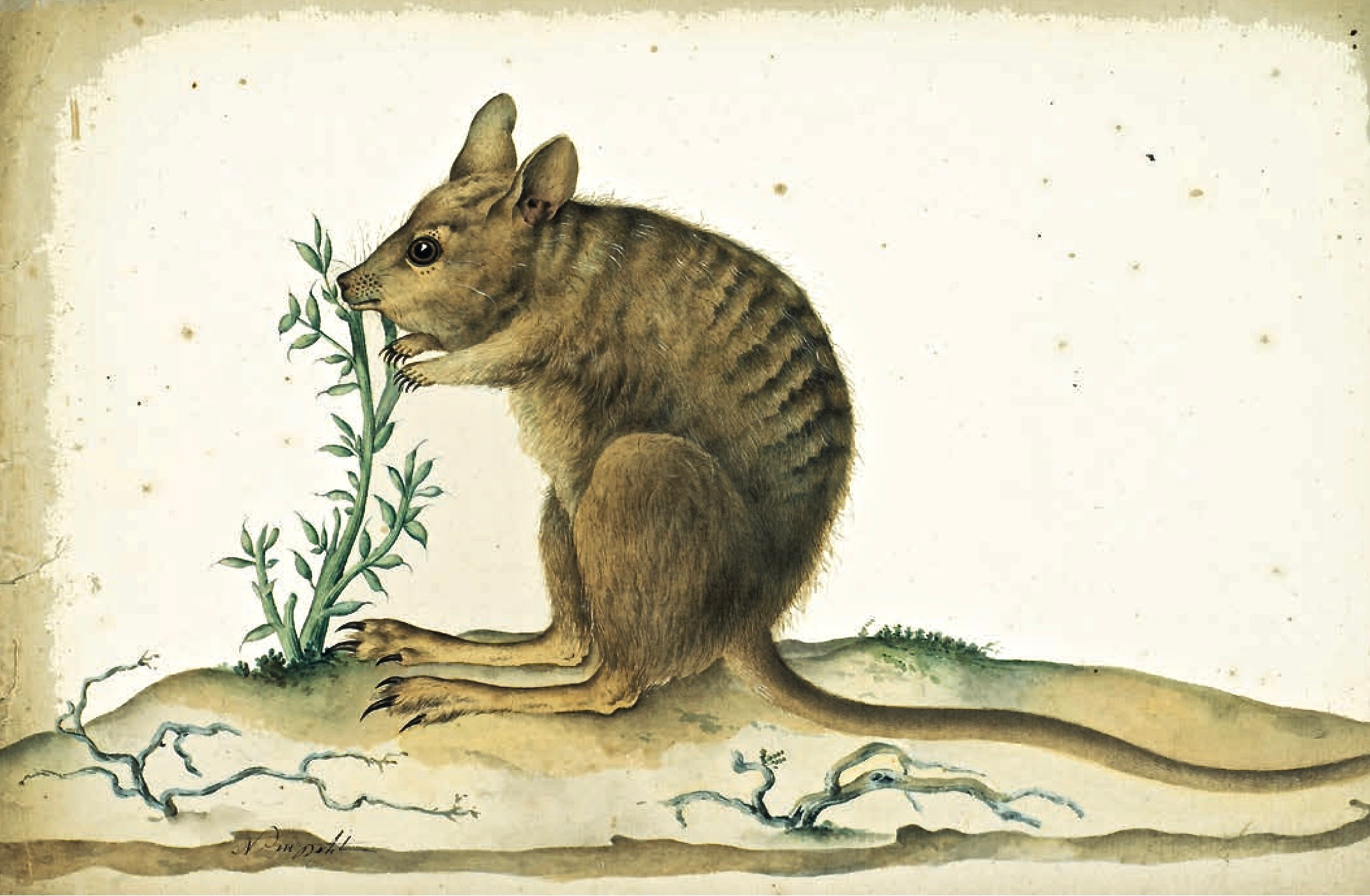
Nicolas-Martin Petit: Gebändertes Hasenkänguru (kommt nur noch auf zwei westaustralischen Inseln vor)

Im Mai erreichte Baudin Kap Leeuwin, die Südwestspitze Neuhollands (Australiens). Gegenüber dem Reiseplan verspätet, fuhr er nicht wie vorgesehen gleich nach Van Diemens’ Land (Tasmanien). Stattdessen folgte er der schwer zugänglichen Westküste Neuhollands, wo es fast nirgends Süßwasser gab. Der Mineraloge Charles Bailly (1777–1844) bezeichnete die wenigen Aborigines, denen sie begegneten, als „dem Naturzustand näher und wilder als jedes andere Volk“. In der von Baudin nach seinem Schiff benannten Geographe Bay kenterte seine Schaluppe, wofür Baudins Stellvertreter Fregattenkapitän Alexandre Le Bas de Sainte-Croix (1759–1828) verantwortlich war. Le Géographe und Le Naturaliste verloren den Kontakt zueinander. Wegen Insubordination entband Baudin Fähnrich zur See Antoine Furcy Picquet (1777–1831) seiner Dienstpflicht und übernahm selbst eine der fünf Wachen.

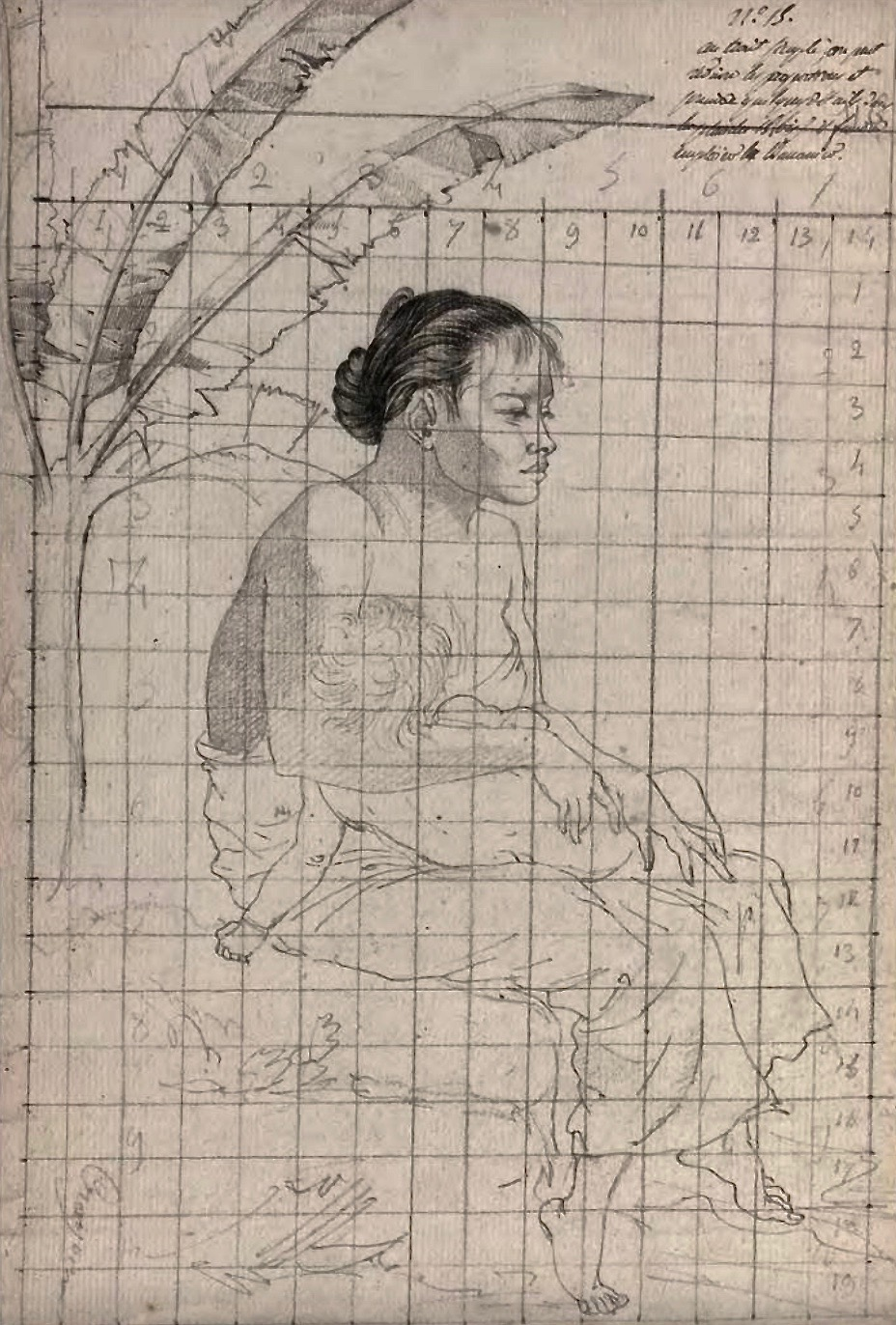
Nicolas-Martin Petit: Junge Frau mit Kind, Westtimor 1801

Im August bzw. September trafen die Schiffe zur Erneuerung ihrer Vorräte in Kupang (Westtimor) ein, einem Stützpunkt der Batavischen Republik. Die dortige Bevölkerung war laut Bailly „sanft, fröhlich und halbwegs zivilisiert“. Ingenieur François-Michel Ronsard (1769–1836) baute eine neue Schaluppe. Baudin übergab Picquet, der ihn zum Duell mit Säbeln forderte, dem Gouverneur zur Inhaftierung und Rückschaffung nach Frankreich. Seinem Reisegefährten und Chefgärtner Riedle, der im Oktober an einer Infektion des Verdauungstrakts starb, ließ er ein Grabmal errichten. Er selber erkrankte an Tuberkulose. Le Bas, der sich zum Fürsprecher Picquets machte, duellierte sich mit Ronsard und wurde mit einem Pistolenschuss im Arm zurückgelassen.

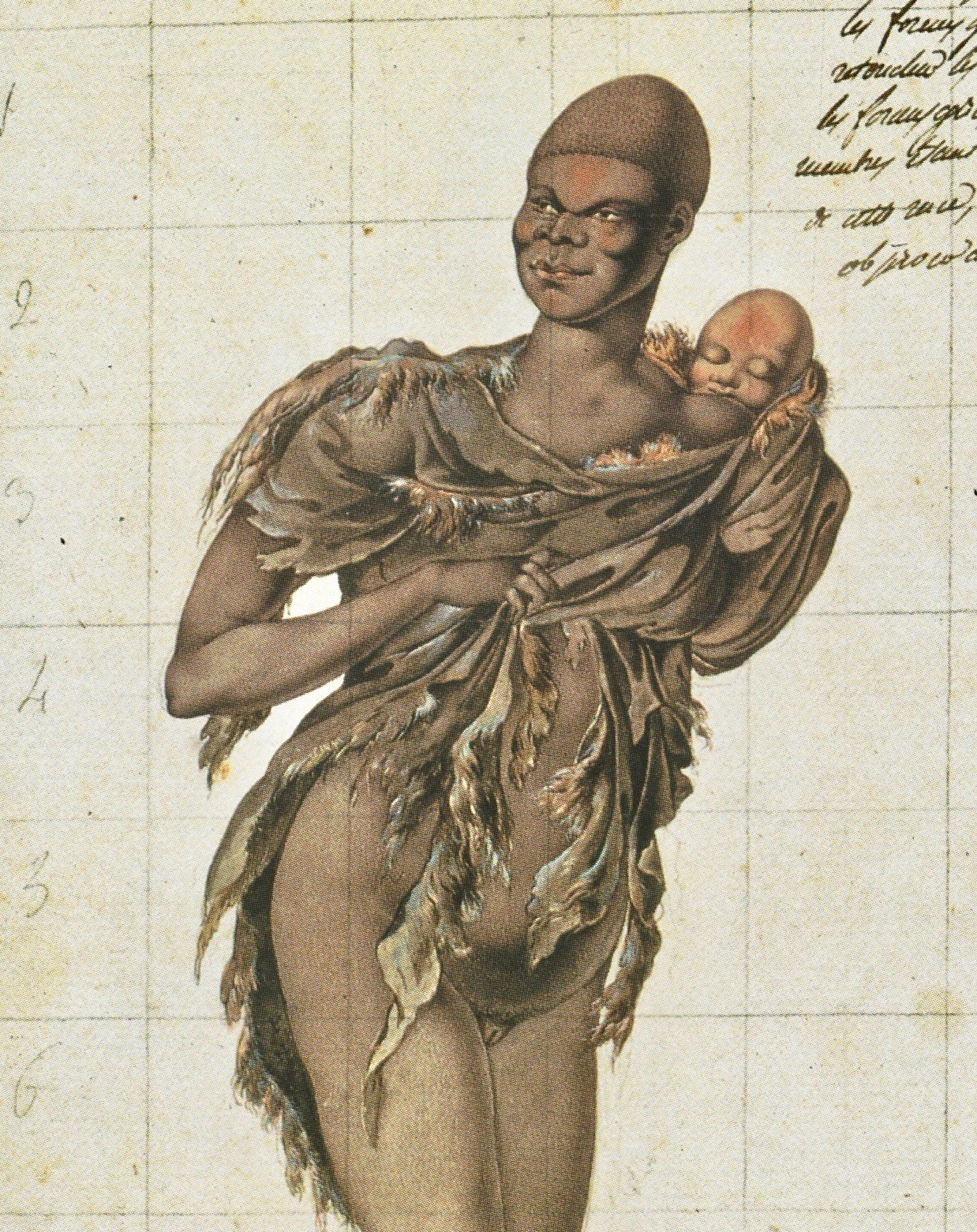
Nicolas-Martin Petit: Junge Tasmanierin mit geschorenem Haar und mit Kind in Känguruhaut

Im November setzte die Expedition, Neuholland im Gegenuhrzeigersinn umfahrend, nach Van Diemens’ Land über, dessen Westküste, namentlich den D’Entrecasteaux-Kanal, sie von Januar bis März 1802 erkundete. Dabei suchten sich die Franzosen mit den Tasmaniern anzufreunden. Diese seit der Eiszeit vom Festland isolierten Aborigines, die später von den Engländern ausgerottet wurden, begegneten ihnen aber nach anfänglichen Sympathiebekundungen zunehmend feindselig. Im März gab es für den Astronomen Pierre-François Bernier (1779–1803) hintereinander eine Sonnen- und eine Mondfinsternis zu beobachten.

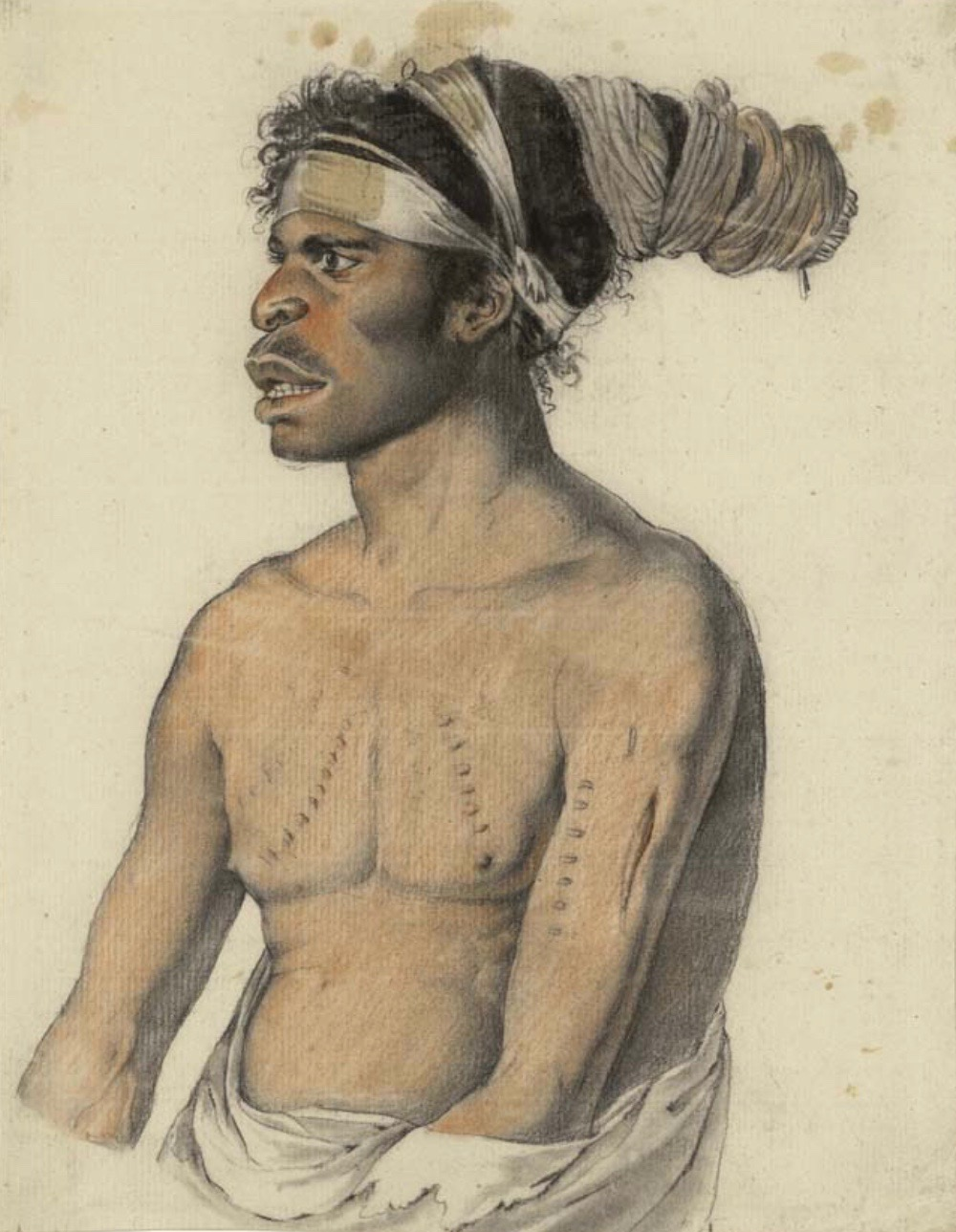
Nicolas-Martin Petit: In importierte Stoffe gekleideter junger Aborigine, Neuholland (Australien)

Als Baudin und Hamelin erneut den Kontakt zueinander verloren, steuerte Letzterer im April Port Jackson an, den Hafen von Sydney in der 1788 gegründeten englischen Kolonie New South Wales. Lobend berichtete Bailly dem Menschenrechtler Henri Grégoire (1750–1831), dass die Aborigines dort mit Rücksicht behandelt würden. Es gebe keine Sklaven. Währenddessen fuhr Baudin durch die Bass-Straße und der Südküste Australiens entlang bis zum Nuyts-Archipel zurück. Dabei traf er, ebenfalls im April 1802, in der Encounter Bay (Begegnungsbucht) mit dem englischen Commander Matthew Flinders (1774–1814) zusammen, der mit einem kleineren Forscherteam als Baudin von Dezember 1801 an auf der Sloop Investigator die besagte Küste in östlicher Richtung erkundet hatte.
Tasmanien umsegelnd, suchte dann auch Baudin in Sydney Zuflucht, wo er sich von Juni bis November aufhielt und nochmals mit Flinders sprach, bevor dieser im Juli nordwärts zur ersten Umsegelung Australiens aufbrach. Der Gouverneur von New South Wales, Philip Gidley King (1758–1808), gewährte Baudin Unterstützung und Kredit, zumal in der Zwischenzeit die Nachricht vom Friedensschluss zwischen Frankreich und England eingetroffen war. Zur Erkundung untiefer Buchten kaufte Baudin den in Sydney gebauten Schoner Le Casuarina (Der Kängurubaum), den er Leutnant zur See Louis de Freycinet (1779–1842) unterstellte. Im Dezember trennte er sich auf King Island (Tasmanien) von Hamelin, der das bis dahin zusammengetragene naturgeschichtliche Material über die Île de France im Juni 1803 nach Le Havre zurückbrachte. Aus dem ehemaligen Sklavenhändler Baudin scheint inzwischen ein Verfechter der Menschenrechte geworden zu sein, schrieb er doch Gouverneur King auf der nach diesem benannten Insel: „(…) ich habe mir nie vorstellen können, dass es gerecht oder gar ehrenhaft sei, dass sich die Europäer im Namen ihrer Regierung eines Landes bemächtigen, das sie zum ersten Mal sehen, wenn es von Menschen bewohnt ist, die (…) bis dahin noch Kinder der Natur waren (…)“
Baudin und Freycinet folgten der Südküste Australiens getrennt, trafen aber im Februar 1803 im King George Sound (Western Australia) wieder zusammen. Im Mai waren die beiden Schiffe erneut in Kupang. Dort hatte sich im März/April auch der in der Gegenrichtung segelnde Flinders versorgt. Baudins Mannschaft war vom Skorbut entkräftet. Der Botaniker Jean-Baptiste Leschenault de La Tour (1773–1826) wurde durch Krankheit an der Weiterreise gehindert, blieb später auf Java blockiert und konnte erst 1807 nach Frankreich zurückkehren. Baudin hingegen setzte die Expedition trotz seiner Tuberkulose im Juni 1803 fort, musste aber schon im Juli wegen widriger Winde bei Arnhemland (Northern Territory) kehrtmachen. Im August erreichte er Port-Louis auf der Île de France, wo er einen Monat später seinem Leiden erlag. Le Casuarina wurde zurückgelassen. Das Kommando über Le Géographe übernahm Hamelins Stellvertreter Leutnant zur See Pierre-Bernard Milius (1773–1829), der die Expedition in Sydney verlassen hatte und von Juli 1802 bis Februar 1803 über Kanton nach Port-Louis gereist war. Das Schiff stach im Dezember in See und landete nach einem Zwischenhalt am Kap der Guten Hoffnung im März 1804 in Lorient.
Von den Forschern und Künstlern beendeten nur Bailly, der Hydrograf Charles-Pierre Boullanger (1772–1813), der Geograf Pierre Faure (1777–1855), der Gärtner Antoine Guichenot (1783–1867), der Maler Charles-Alexandre Lesueur (1778–1846), Péron und der Maler Nicolas-Martin Petit (1777–1804) die Expedition. Wie Baudin und Riedle sahen auch der Zoologe Stanislas Levillain (1774–1801) und Maugé, die schon zum Team der Belle Angélique gehört hatten, Bernier, der Mineraloge Louis Depuch (1774–1803) und der Gärtner Antoine Sautier († 1801) Frankreich nicht wieder.

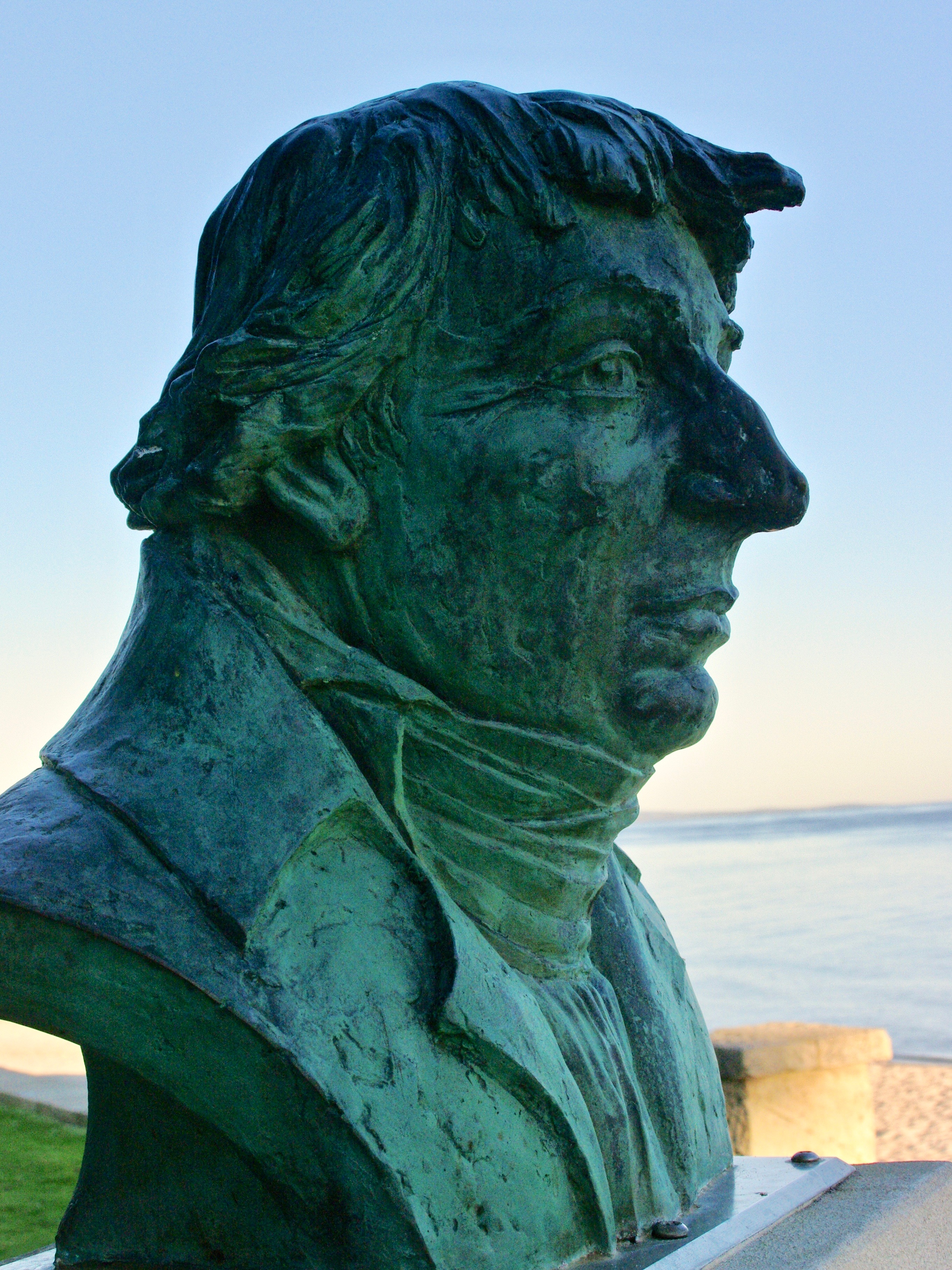
Baudin-Büste von Peter Gelencser in Busselton an der Geographe Bay

1804 veröffentlichte Bory ein Werk über den ersten Teil der Forschungsreise, das ein anderes Bild von Baudin zeichnet als Boos und Ledru. So unterstellt er ihm, die Mission für private Geschäfte missbraucht und die Gelehrten als unnütze Esser betrachtet zu haben. 1806 bewilligte Napoleon den Druck des Reiseberichts von Péron, der keine Gelegenheit auslässt, Baudins Ansehen zu beschmutzen, ja diesen nicht einmal mit Namen nennt. Wohl weil ihm Picquet einmal das Leben gerettet hatte, verschweigt Péron die Gründe für dessen Bestrafung wie auch das Duell zwischen Le Bas und Ronsard. Nach Pérons Tod stellten Freycinet und andere den Bericht fertig. Baudin konnte sich nicht mehr verteidigen. Die beiden Tagebücher, welche er auf dieser Reise geführt hatte (ein offizielles und ein privates), erschienen erst 1974 bzw. 2000 im Druck. Der nach England zurückkehrende Flinders, welcher bereits einen Schiffbruch auf dem Großen Barriereriff hinter sich hatte, wurde vom Generalkapitän von Französisch-Indien Charles-Matthieu-Isidore Decaen sieben Jahre lang auf der Île de France festgehalten, so dass er seine Aufzeichnungen erst kurz vor dem Tod veröffentlichen konnte. Deshalb ging Freycinet als Autor der ältesten Generalkarte Australiens in die Geschichtsbücher ein.
Entdeckte Baudin auch nur kleinere Teile der australischen Küste, so war die wissenschaftliche Ausbeute seiner Expedition umso größer. An deren Mitglieder und seine Schiffe erinnern zahlreiche geografische Bezeichnungen, während sich von Baudin verwendete wie Terre Napoléon für Australiens Südostküste nicht durchsetzten. Zum 200. Jahrestag der Begegnung von Baudin und Flinders gab es Gedenkveranstaltungen und Publikationen. 2005 wurde dem französischen Seefahrer in Busselton an der Geographe Bay ein Denkmal errichtet.

## Illustrationen von Charles-Alexandre Lesueur

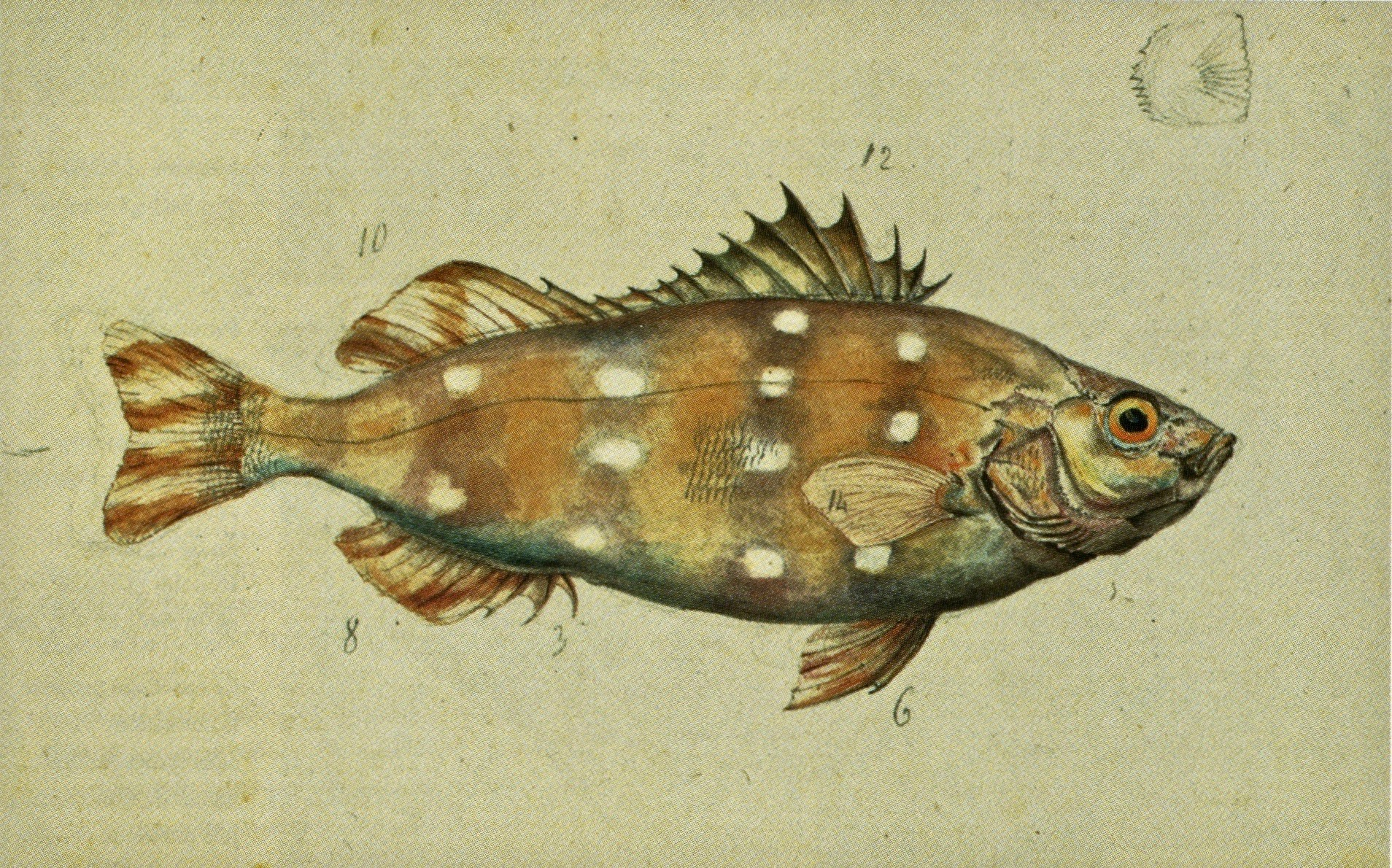
Terapon theraps (Cuvier, 1829)
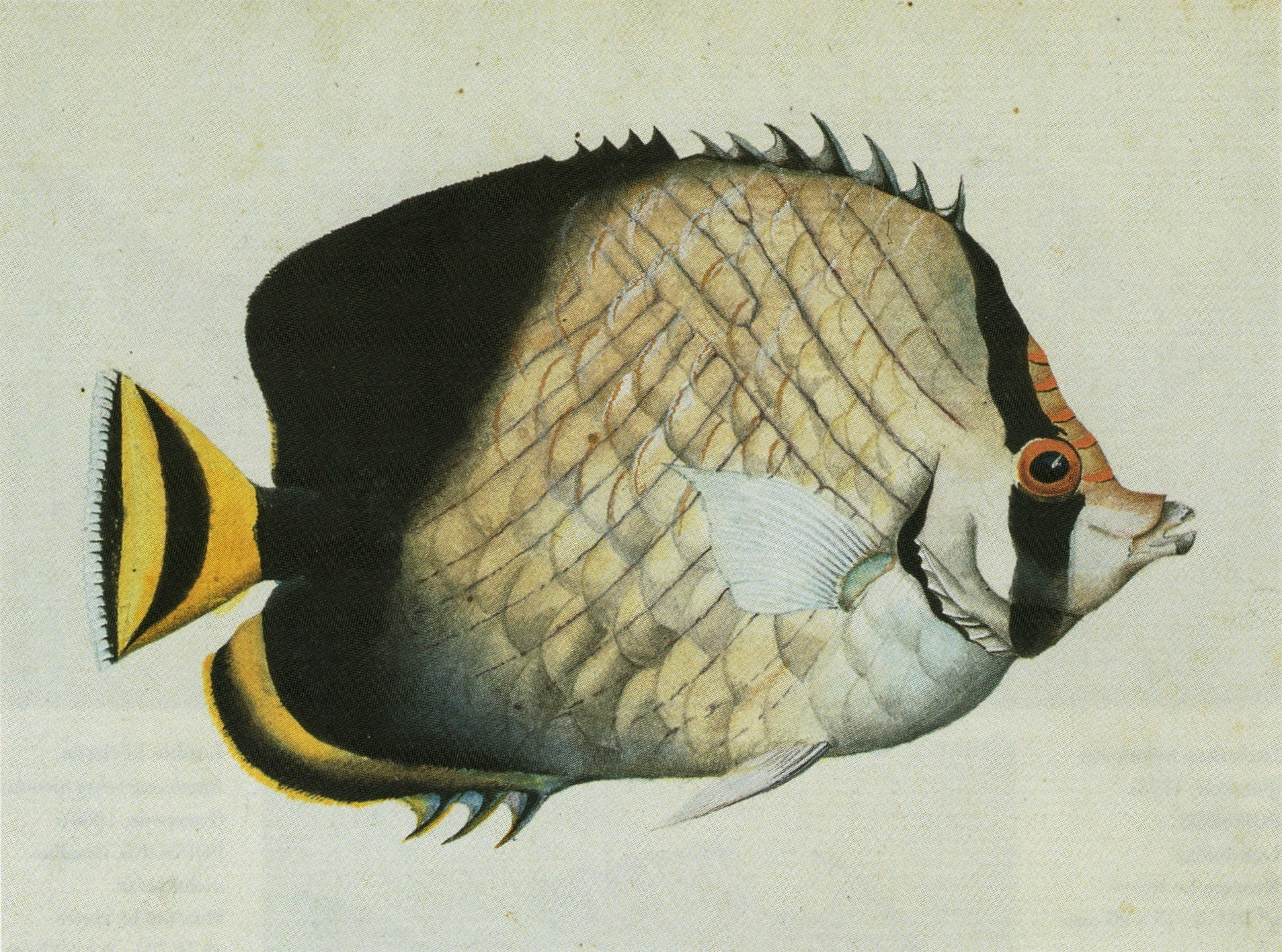
Chaetodon decussatus (Cuvier, 1831)
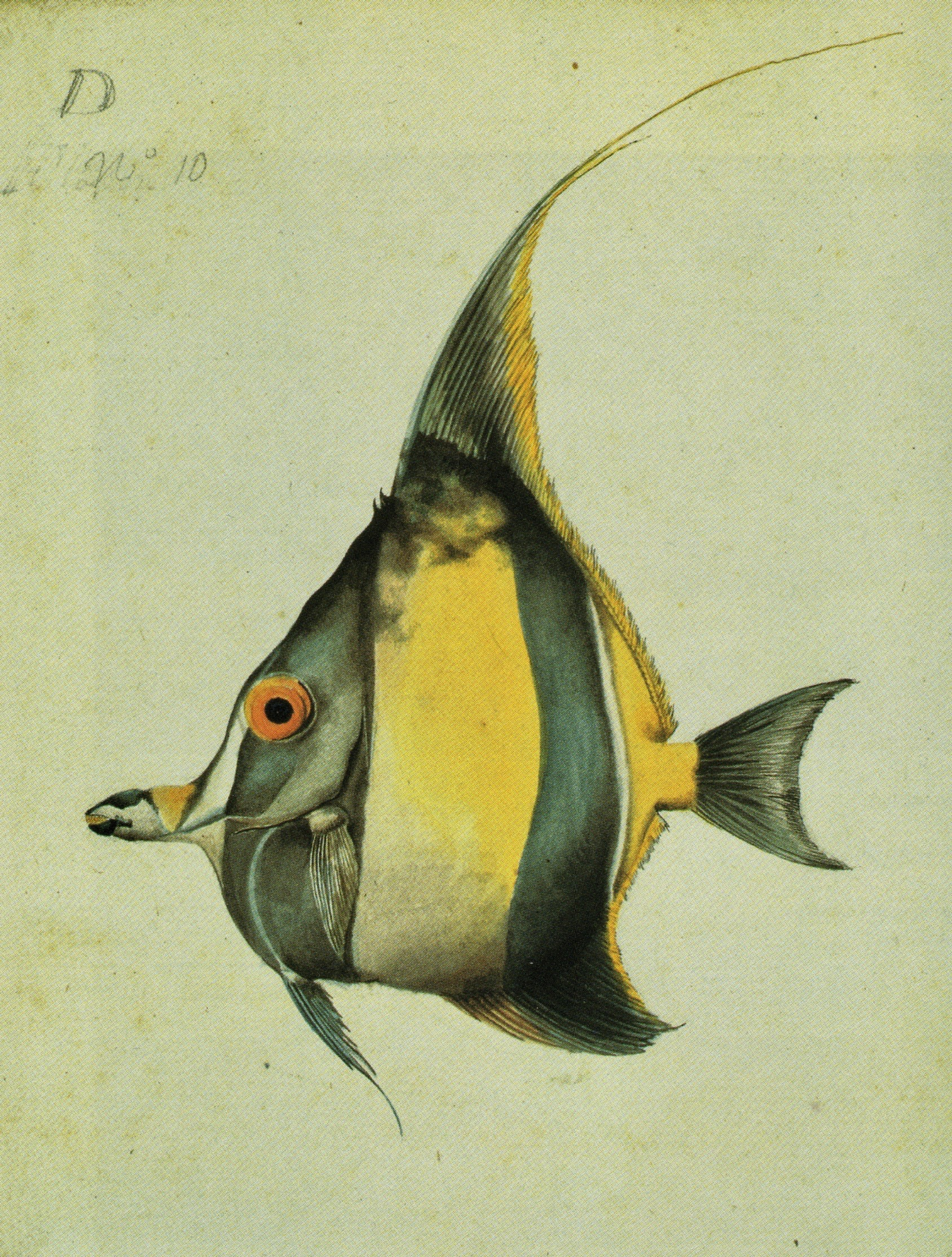
Zanclus cornutus (Linné, 1758)
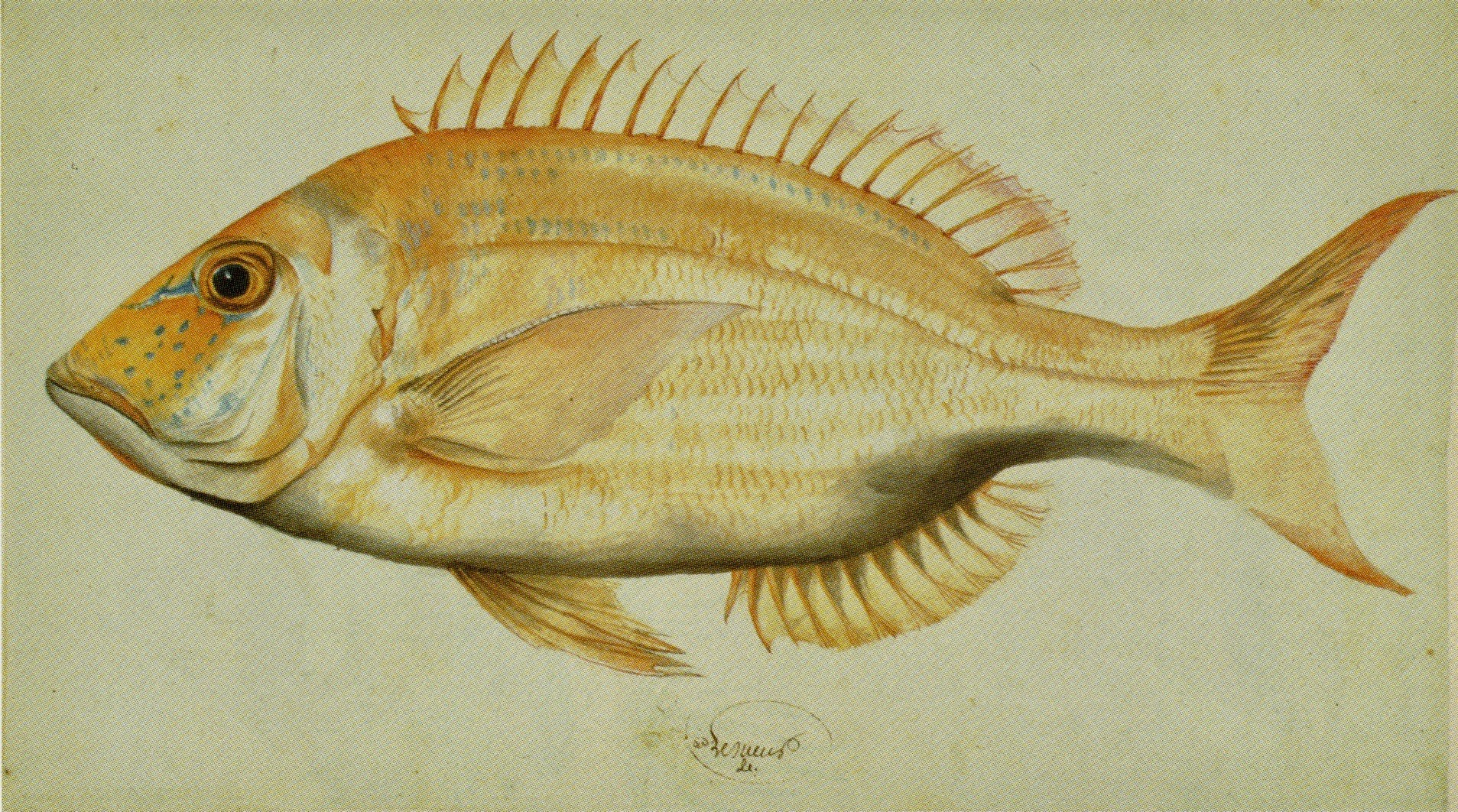
Lethrinus nebulosus (Forsskål, 1775)

## Benützte ungedruckte Quelle
- Österreichische Nationalbibliothek, Sammlung von Handschriften und alten Drucken, Cod. Ser. N. 3517.

## Videos, Weblinks
- Klaus Toft: The Navigators. Baudin vs Flinders. Australian Broadcasting Corporation, 2002 (englisch). 2 Teile, 52:40, 55:11 (1: Video auf YouTube; 2: Video auf YouTube).
- Tracy Baron, Linda Kennedy: The Voyage of Nicolas Baudin. South Australian Maritime Museum, 2012 (englisch). 5:19, (Video auf YouTube).
- Martin Woods: Mapping Our World: Terra Australis To Australia. National Library of Australia, 2013 (englisch). 2:19 (Video auf YouTube).
- The Baudin Legacy Project. Universität Sydney (Digitalisat).
- Diana S. Jones: The Baudin Expedition in Australian waters (1801-1803): the faunal legacy. Western Australian Museum (Digitalisat).
- The Art of Science. Baudin’s Voyagers 1800-1804. Western Australian Museum, Educational Resource (Digitalisat).